# Гили-Аир
Ги́ли-Аир (индон. Gili Air) — остров в составе небольшого архипелага Гили, расположенного у северо-западного побережья острова Ломбок (Индонезия). Среди всех трёх островов этой группы, только на этом изначально находился доступный источник пресной воды, что и дало ему название — слово «аир» (air) переводится с индонезийского языка как «вода». Население острова составляет 1978 человек, большинство из которых — сасаки.

## История
Изначально Гили-Аир был единственным островом из трёх, на котором появилось постоянное поселение. Одними из первых жителей острова были бугисы, переселившиеся сюда с острова Сулавеси. Первые поселенцы занимались рыболовством и выращиванием кокосовых пальм.

## Культура
Большинство коренных жителей острова Гили-Аир — сасаки или бугисы. В основном они работают торговцами, рыбаками, гидами, сдают жильё туристам и сдают в аренду различное снаряжение для дайвинга и снорклинга.